# Kes – falken
Kes – falken (originaltitel: Kes) är en brittisk dramafilm från 1969 av Ken Loach. Filmen baseras på romanen A Kestrel for a Knave från 1968 av Barry Hines.
1999 placerade British Film Institute filmen på 7:e plats på sin lista över de 100 bästa brittiska filmerna genom tiderna. 

## Handling
Kes – falken är en samhällskritisk film om situationen i Englands arbetarkvarter. Filmen återspeglar arbetslösheten och hopplösheten i ett gruvdistrikt. I centrum står den 14-åriga Billy Casper (David Bradley), som växer upp under fattiga förhållandena i Barnsley i norra England med sin mor och storebror. Han mobbas i skolan och får bara dåliga betyg. Modern (Lynne Perrie) och storebrodern Jud (Freddie Fletcher) bråkar och hon beskriver Billy som ett hopplöst fall. Billys största skräck är att behöva arbeta i gruvan där hans bror redan jobbar.
Hans liv förändrar sig då han hittar en liten tornfalksunge som han föder upp och döper till Kes. Om sin skötsel av tornfalken berättar han sedan inför klassen när han ska hålla ett muntligt framförande.
En dag när hans bror skickar honom för att lämna in ett travtips köper han mat till sig och falken för pengarna. Hans bror går miste om en travvinst varpå brodern som straff dödar falken Kes. Billy tar upp fågeln från soporna och ger den en riktig grav.

## Rollista
| David Bradley    | – Billy Casper                             |
| Freddie Fletcher | – Jud, Billys bror                         |
| Lynne Perrie     | – Mrs Casper, Billys mor                   |
| Colin Welland    | – Mr Farthing, engelsklärare               |
| Brian Glover     | – Mr Sugden, gymnastikläraren              |
| Bob Bowes        | – Mr Gryce, rektorn                        |
| Bernard Atha     | – arbetsförmedlare                         |
| Joey Kaye        | – pubunderhållaren                         |
| Bill Dean        | – föreståndaren för fish and chips-affären |
| Geoffrey Banks   | – matematikläraren                         |
| Duggie Brown     | – mjölkutköraren                           |
| Harry Markham    | – Newsagent                                |